# Šurany
Šurany (în germană Schuran, în maghiară Surány) este un oraș din Slovacia cu 10.595 locuitori.

## Demografie
| An:                | 1994   | 2004   | 2014   | 2024   |
| ------------------ | ------ | ------ | ------ | ------ |
| Număr de persoane: | 10.504 | 10.426 | 10.055 | 9103   |
| Diferență:         |        | −0,74% | −3,55% | −9,46% |

| An:                | 2023 | 2024   |
| ------------------ | ---- | ------ |
| Număr de persoane: | 9238 | 9103   |
| Diferență:         |      | −1,46% |